# Coenobita rugosus
Coenobita rugosus là một loài cua ẩn sĩ trên đất liền có nguồn gốc từ Indonesia, Úc và bờ biển phía đông châu Phi đến tây nam Thái Bình Dương.

## Mô tả
C. rugosus có bốn chân đi bộ, một càng nhỏ, một càng lớn và có râu. Khi bị đe dọa, C. rugosus có thể tạo ra âm thanh 'chiếp chiếp' bằng cách cọ xát chiếc càng lớn của nó vào vỏ như một bộ máy dạng chân.
C.rugosus thường kí sinh trong vỏ của loài Naticidae
C. rugosus có nhiều màu khác nhau tùy thuộc vào lượng dinh dưỡng và các màu phổ biến bao gồm xanh lá cây, nâu và nâu vàng, nhưng đen, trắng, hồng và xanh dương cũng đã được quan sát thấy. Chúng có thể được phân biệt với các loài cua ẩn sĩ trên cạn khác bằng các đường vân rõ rệt (dấu khâu) trên càng lớn của chúng. Coenobita compressus và Coenobita perlatus cũng có những sọc này ở mức độ thấp hơn nhưng có thể dễ dàng phân biệt với C. rugosus theo kích thước và màu sắc; đặc biệt là trường hợp của C. perlatus có màu đỏ nổi bật khi trưởng thành.
Chúng có thể dài 15 mm (0,59 in) và cuống mắt của chúng có màu cát và có thể có một sọc nâu ở đáy mắt. Cặp dưới cùng của antena thứ hai có màu cam nhạt. Móng lớn của chúng có 7 đường gờ ở phần trên và thường có lông ở mặt trong của cả hai móng. Ở cặp chân đi cuối cùng, ở đốt thứ hai, nó phẳng hơn và màu nhạt hơn. Bụng ngắn và béo.
Cũng như các loài cua ẩn sĩ trên cạn khác, C. rugosus là loài ăn xác thối và sẽ ăn thực vật, cá chết, trái cây và các mảnh vụn khác.